# Concaveplana spinata
Concaveplana spinata är en insektsart som beskrevs av Chen och Li 1998. Concaveplana spinata ingår i släktet Concaveplana och familjen dvärgstritar. Inga underarter finns listade i Catalogue of Life.